# منطقه شکار ممنوع دیلمان
منطقه شکار ممنوع دیلمان یکی از زیستگاه‌های امن جانوری و گیاهی در استان گیلان است که در ۱۰ کیلومتری جنوب شهرستان سیاهکل قرار دارد. از سال ۱۳۷۴ این منطقه به عنوان یکی از مناطق شکار ممنوع کشور اعلام شده‌است
وسعت این منطقه حدود ۴۴ هزار هکتار است و توسط دو پاسگاه انتظامی شهرستان سیاهکل به صورت شبانه‌روزی محافظت می‌شود.

## گونه‌های جانوری
از گونه‌های مهم جانوری که در این منطقه از آنها حفاظت می‌شود می‌توان به مرال، شوکا، خرس قهوه‌ای، پلنگ، گرگ، گراز، انواع سمور، گراز ،گورکن رودک و گربه جنگلی اشاره کرد.